# Amibes (maladie professionnelle)
Cet article décrit les critères administratifs pour qu'une amibiase soit reconnue comme maladie professionnelle en France.
Cet article relève du domaine de la législation sur la protection sociale et a un caractère davantage  juridique que médical. Pour la description clinique de la maladie se reporter à l'article suivant :

## Législation enFrance

### Régime général
| Fiche Maladie professionnelle | Fiche Maladie professionnelle | Fiche Maladie professionnelle |
| Ce tableau définit les critères à prendre en compte pour qu'une infestation par les amibes soit prise en charge au titre de la maladie professionnelle | Ce tableau définit les critères à prendre en compte pour qu'une infestation par les amibes soit prise en charge au titre de la maladie professionnelle | Ce tableau définit les critères à prendre en compte pour qu'une infestation par les amibes soit prise en charge au titre de la maladie professionnelle |
| Régime Général. Date de création : 9 novembre 1972 | Régime Général. Date de création : 9 novembre 1972 | Régime Général. Date de création : 9 novembre 1972 |
| Tableau no 55 RG | Tableau no 55 RG | Tableau no 55 RG |
| Affections professionnelles dues aux amibes | Affections professionnelles dues aux amibes | Affections professionnelles dues aux amibes |
| --- | --- | --- |
| Désignation des Maladies | Délai de prise en charge | Liste indicative des principaux travaux susceptibles de provoquer ces maladies |
| Manifestations aiguës de l'amibiase, notamment hépatite amibienne, confirmées par la présence d'amibes du type Entamoeba histolytica ou de kystes amibiens dans les selles ou par les résultats positifs d'une méthode immunologique reconnue par l'O.M.S. | 3 mois | Travaux effectués, même à titre occasionnel, dans les laboratoires de bactériologie ou de parasitologie. Travaux comportant le transport avec manipulation de produits pathologiques. Travaux mettant en contact avec les prélèvements de produits pathologiques et travaux impliqués par l'élimination des selles contaminantes, accomplis en milieu d'hospitalisation. |
| Date de mise à jour : 26 juin 1984 | | |

### Étiologie
L'amibiase ou amabiase, est une maladie infectieuse due à un parasite microscopique, un protozoaire hématophage dénommé Entamoeba histolytica, transmis par l'eau contaminée.
L’amibe est un protozoaire qui fait partie de la classe des Rhizopodes.
Il existe trois genres qui peuvent infester l'homme, mais seule Entamoeba histolytica est réellement pathogène.

### Données professionnelles
La contamination professionnelle peut se produire dans les laboratoires de bactériologie ou de parasitologie à la suite de manipulation de prélèvements biologiques contaminés.

### Données médicales
L'amibiase se manifeste par une diarrhée sanglante de type dysentérique, qui se propage sur un mode épidémique et fait de très nombreux morts dans les pays en voie de développement. 
Outre l'atteinte digestive, le parasite peut également infecter d'autres organes tels le foie, le poumon et le cerveau.
Le traitement repose essentiellement sur un antibiotique et antiparasitaire, le metronidazole.

## Sources spécifiques
- (fr) Tableau N° 55 des maladies professionnelles du régime Général

## Sources générales
- (fr) Tableaux du régime Général sur le site de l’AIMT
- (fr) Guide des maladies professionnelles sur le site de l’INRS